# Ocrkavlje (Foča, BiH)
Ocrkavlje je naseljeno mjesto u općini Foča, Republika Srpska, BiH. Nalazi se sjeverno od prometnice Sarajevo - Trnovo - Foča. Susjedna sela su Poljice, Izbišno, Jeleč, Rataja i Miljevina, a sjeveroistočno su rudnici.
Godine 1962. godine pripojeno je naselju Miljevini. (Sl.list NRBiH, br.47/62).

## Stanovništvo
| Narod     | Popis 1961. |
| --------- | ----------- |
| Hrvati    |             |
| Muslimani | 86          |
| Srbi      | 163         |
| ostali    | 1           |
| Ukupno    | 250         |